# Shinji Okada
Shinji Okada (japanisch 岡田 慎司 Okada Shinji; * 10. März 1996 in der Präfektur Ehime) ist ein japanischer Fußballspieler.

## Karriere
Shinji Okada erlernte das Fußballspielen in der Schulmannschaft der Matsuyama High School sowie in der Collegemannschaft des Biwako Seikei Sport College. Seinen ersten Vertrag unterschrieb er 2018 beim FC Imabari. Der Verein aus Imabari, einer Stadt in der Präfektur Ehime, spielte in der vierten Liga, der Japan Football League. Ende 2019 stieg man als Tabellendritter in die dritte Liga auf. Für Imabari absolvierte er zehn Viertligaspiele. Sein Drittligadebüt gab Shinji Okada am 16. August 2020 im Auswärtsspiel gegen Azul Claro Numazu. Hier stand der Torwart in der Startelf und spielte die kompletten 90 Minuten. Nach insgesamt 22 Ligaspielen wechselte er im Januar 2023 zum Drittligaaufsteiger Nara Club.